# Katedra Kolońska
Katedra Kolońska (niem. Kölner Dom, wym. MAF: [ˌkœlnɐ ˈdoːm], posłuchajⓘ, oficjalnie Hohe Domkirche St. Peter und Maria) – archikatedra, największy i najważniejszy kościół w niemieckiej Kolonii. W latach 1313–1782 świątynia była siedzibą biskupstwa, od 1795 do dziś arcybiskupstwa kolońskiego.
Budowa obecnej gotyckiej świątyni rozpoczęła się w 1248 i trwała z przerwami ponad 600 lat do 1880. Usytuowana na miejscu rzymskiej świątyni z IV wieku i późniejszego kościoła z czasów karolińskich nieopodal rzeki Ren katedra kolońska ma 144 m długości i 86 m szerokości oraz wieże o wysokości 157,38 m. Po ukończeniu wież (około 1870) katedra była najwyższą budowlą świata do 1884. Jest drugą co do wysokości gotycką budowlą sakralną na świecie (po katedrze w Ulm) i trzecią co do wielkości katedrą świata pod względem powierzchni (po katedrze Świętej Marii w Sewilli i katedrze Narodzin Świętej Marii w Mediolanie). Powierzchnia kościoła wraz z wieżami to 7000 m². W 1996 r. katedra została wpisana na listę światowego dziedzictwa UNESCO. Budowla jest wizytówką zarówno Kolonii, jak i całych Niemiec, masowo odwiedzaną przez pielgrzymów i turystów; w 2001 było to blisko 6 mln osób. W 2005 roku katedra była jednym z głównych punktów programu Światowych Dni Młodzieży pod przewodnictwem papieża Benedykta XVI.
Budowę świątyni rozpoczęto nie tylko na potrzeby liturgiczne, lecz także dla umieszczenia w niej sprowadzonych z Mediolanu relikwii Trzech Króli. Wysokie prezbiterium jest ideowym nawiązaniem do średniowiecznych relikwiarzy. Relikwie uczyniły Kolonię ważnym ośrodkiem pielgrzymkowym w średniowieczu, obok takich miejsc jak Rzym, Jerozolima, Santiago de Compostela i Akwizgran.
Pod względem architektonicznym katedra stanowi cenny przykład recepcji francuskiego gotyku katedralnego oraz rozpowszechnionej na terenie krajów Rzeszy metody wielokrotnego stosowania elementów wertykalnych wewnątrz i na elewacjach zewnętrznych. W XIX wieku była jednym z najważniejszych źródeł inspiracji dla architektury neogotyckiej. Ukończenie budowy kolońskiej katedry było cenną okazją do poznania średniowiecznej sztuki budowlanej, inspiracją dla kształtującego się w Niemczech romantyzmu, do kształtowania idei umocnienia niemieckiego katolicyzmu, głoszonych m.in. przez Augusta Reicherspergera.
Wystrój wnętrza tworzy cenny zbiór sztuki średniowiecznej, nowożytnej i nowoczesnej. Spośród nich wyróżniają się dominujący nad gotyckim ołtarzem głównym z II poł. XIII w. relikwiarz Trzech Króli, przedromański krucyfiks Gerona, gotyckie ołtarze Świętej Klary z XIV w. oraz Ołtarz Patronów Miasta – drugi z nich jest dziełem Stefana Lochnera. Ponadto gotyckie rzeźby Marii, Jezusa, Apostołów oraz Madonny Mediolańskiej i Pięknej Madonny, gotyckie stalle, liczne witraże z XIII–XX w.
Na wieżach katedry wisi dwanaście dzwonów, w tym cztery gotyckie z XIV i XV stulecia oraz największy bijący dzwon w Europie – Dzwon Świętego Piotra.

## Dzieje

### Dawna katedra karolińska
W czasach rzymskich, w pobliżu miejsca, gdzie usytuowana jest obecna świątynia znajdowała się północna strona murów dawnego miasta-obozu założonego przez Agrypinę. Miejsce to od tamtych czasów miało charakter sakralny, znajdowała się tu świątynia wzniesiona przez Merkuriusza Augusta. W IV wieku kiedy to do Kolonii dotarło chrześcijaństwo dawną, pogańską świątynię zastąpiono świątynią wzniesioną przez arcybiskupa Maternusa. W dobie Cesarstwa Karolińskiego w latach 818–870 powstała dwuchórowa bazylika z transeptem; chór zachodni dedykowano Świętemu Piotrowi, zaś wschodni Najświętszej Marii Pannie – takie wezwanie kolońskiej świątyni dotrwało do dziś. Za czasów pontyfikatu arcybiskupa Bruno poszerzono korpus nawowy o południową i północną nawę, odtąd świątynia była pięcionawowa. Ponadto na wschód od katedry wzniesiono kościół NMP pełniący funkcję kolegiaty, zwanym St. Maria ad Gradus, który był wielokrotnie przebudowany zwłaszcza w okresie gotyckim, istniał on do XIX w. Dawna katedra kolońska uległa pożarowi dnia 30 kwietnia 1248 roku.

### Budowa gotyckiego prezbiterium
W 1164 Rainald z Dassel, arcybiskup miasta, kanclerz cesarza Fryderyka Barbarossy przywiózł z Mediolanu do Kolonii relikwie Trzech Króli. Złożono je w bogato zdobionym relikwiarzu wykonanym przez Mikołaja z Verdun. Prace złotnicze rozpoczęły się w 1181 a zostały ukończone przez wspomnianego artystę i rzemieślników kolońskich prawie czterdzieści lat później. Relikwiarz złożono w starej katedrze, która wkrótce okazała się zbyt mała, by sprostać ogromnej masie pielgrzymów. Nota bene Kolonia wówczas urosła do największego po Ziemi Świętej, Rzymie i Santiago de Compostela ośrodka pielgrzymkowego. W 1225 zapadła decyzja o budowie nowej katedry. Podczas gdy większość budowli sakralnych w Nadrenii powstawała w stylu romańskim ówczesna katedra kolońska mogła budzić uznanie w samej Kolonii i w okolicach, jednakże w stosunku do głównych świątyń dwóch potężnych arcybiskupstw nadreńskich – katedr w Moguncji i Trewirze była niewielką świątynią, nie mówiąc już o zachodniej Europie. Inicjatorami wzniesienia nowej większej katedry byli arcybiskupi Engelbert (lata urzędu 1216–1225) i przede wszystkim Konrad von Hochstaden, pierwszy reprezentant elektoratu kolońskiego, który sprawował rządy w latach 1238–1261, którzy obrali jako wzorzec katedry francuskie wzniesione w nowym strzelistym stylu gotyckim. Zastosowanie w budowie form francuskiego gotyku katedralnego było rezultatem orientacji politycznej arcybiskupa von Hochstaden, de facto w celu podkreślenia prestiżu arcybiskupstwa kolońskiego, katedralnej kapituły i katedry jako ośrodka kultu religijnego trzeba było wybrać jak najbardziej wysublimowany wzór, stąd wykorzystanie nowych doświadczeń budowlanych i artystycznych zachodniego sąsiada z teologicznego i ideowego punktu widzenia było najlepszym wyborem. Ambicje arcybiskupstwa kolońskiego wzrosły po wykonaniu relikwiarza Trzech Króli będącym summa wszystkich relikwiarzy, dlatego też nowa katedra miała być summa wszystkich katedr.
Kamień węgielny położył w 1248 arcybiskup Konrad von Hochstaden. Pierwszym budowniczym katedry był Gerhard von Rile. Kolejni budowniczowie znani są także z imion, byli to m.in. Arnold i Johannes. Głównym materiałem do budowy katedry był trachit sprowadzany z Siedmiogórza na wschodnim brzegu Renu. Rezultatem trwających ponad 70 lat prac jest obecne czteroprzęsłowe, poligonalne zamknięte prezbiterium z ambitem i wieńcem wielobocznych kaplic wschodnich (tzw. chevet). Zastosowano tu w pełni formy klasycznego gotyku katedralnego, zarówno w układzie przestrzennym, jak i w formie architektonicznej ściśle podporządkowanej nowym myślom teologicznym. Uroczystego poświęcenia prezbiterium dokonano w 1322.

### Okres kryzysu
W 1410 wieżę południową podciągnięto do drugiego piętra i wkrótce zawieszono dzwony: dzwon Trzech Króli (w 1418), Pretiosa (w 1448) oraz Speciosa (w 1449). Tempo prac budowlanych zaczęło słabnąć pod koniec XV wieku. Około 1510 wstrzymano budowę z powodu problemów finansowych i braku zainteresowania. Prace zarzucono ostatecznie w 1560, pozostawiając ukończoną wieżę południową wraz z niższymi partiami nawy i fasady. Na ponad trzysta lat sylwetkę miasta zdominowała niedokończona budowla z ogromnym żurawiem pochylonym nad wieżą południową. Z tego okresu pochodzi powiedzenie, że wcześniej przyjdzie koniec świata niż katedra będzie gotowa.

### Ukończenie budowy
Wraz z narodzinami romantyzmu i związanym z nim kultem gotyku wznowiono prace nad ukończeniem katedry. Szczęśliwym trafem odnaleziono również oryginalne plany fragmentów katedry, w tym rysunek elewacji zachodniej wraz z wieżami – tzw. plan F. W 1814 w Darmstadt Georg Moller znalazł część planów sporządzonych przez drugiego budowniczego katedry Arnolda. Na drugą ich część natrafił w 1816 w Paryżu Sulpiz Boisserée, który obok Josepha Görresa stał się głównym propagatorem idei ukończenia budowy katedry. Ponadto patronat nad pracami objął August Reichensperger, polityk tworzącej się wówczas partii Centrum, propagator odnowienia katolicyzmu w Niemczech i sztuki gotyckiej.
Kamień węgielny pod dalszą budowę położył w 1842 król pruski Fryderyk Wilhelm IV oraz ówczesny koadiutor, a późniejszy arcybiskup Johannes von Geissel. Położenie kamienia węgielnego poprzedziło powstanie kolońskiego towarzystwa budowy katedry, które zajęło się zbiórką pieniędzy. Prace nad katedrą wspomagało finansowo państwo pruskie. Dziełem tym kierowali znani architekci doby neogotyku, Ernst Friedrich Zwirner, Karl Eduard Richard Voigtel, Vincenz Statz i inni. Natomiast prace nad dekoracją rzeźbiarską powierzono licznemu warsztatowi, który reprezentował m.in. Peter Fuchs i wspomniany Ernst Zwirner. Katedrę ukończono po ponad 600 latach w roku 1880.

### Czasy najnowsze
Podczas II wojny światowej, gdy większość starego miasta Kolonii została niemalże zrównana z ziemią wskutek bombardowań lotnictwa alianckiego, katedra pomimo kilku trafień bomb ocalała od poważniejszych zniszczeń. W kilku miejscach zniszczony został dach i fragmenty sklepień, ponadto na elewacjach zanotowano liczne uszkodzenia wskutek odprysków po eksplozjach pocisków.
W ostatnich dekadach katedra ucierpiała najbardziej wskutek zanieczyszczenia powietrza. Kwaśne deszcze przeżerały kamień, a spaliny zafarbowały go na ciemno szaro. W latach 2004–2006 katedra znajdowała się na liście zagrożonych obiektów światowego dziedzictwa UNESCO. Prace restauratorskie trwają nieprzerwanie, by na bieżąco wymieniać uszkodzone fragmenty elewacji.
Dnia 15 listopada 1980 podczas swojej pielgrzymki do RFN papież, Jan Paweł II odwiedził katedrę, w której odprawił uroczystą mszę świętą. Na wspomnienie jego wizyty Elmar Hillebrand wykonał w 1985 pamiątkową płytę wmurowaną w jeden z północnych filarów nawy głównej. W sierpniu 2005 katedra była jednym z głównych punktów obchodów Światowych Dni Młodzieży, którym przewodniczył Benedykt XVI.

## Ikonografia
Katedra w Kolonii stała się treścią licznych dzieł malarstwa i grafiki. Spośród najbardziej znanych przykładów, serię przedstawień otwierają zachowane do dziś plany niektórych części świątyni z tzw. planem F na czele – ponad czterometrowym rysunkiem, projektem fasady zachodniej wykonanym na pergaminie uwzględniający najdrobniejsze detale architektoniczne. Pozostałe rysunki ilustrują fragmenty elewacji bocznych i rzuty. Charakterystyczny widok katedry od strony Renu z ukończonym prezbiterium i budowaną wieżą południową znany jest przede wszystkim z serii malowideł zdobiących relikwiarz św. Urszuli wykonanych przez Hansa Memlinga. W podobnym stanie budowy katedra prezentuje się w sławnym drzeworycie ukazującym panoramę Kolonii wykonanym w 1531 przez malarza i grafika Antona Woensama.

## Architektura
Architektura wzniesionej w całości z kamienia katedry jest jednym z największych osiągnięć budownictwa gotyckiego i jest dobrym świadectwem nie tylko znajomości, lecz także indywidualnej redakcji form klasycznego gotyku katedralnego, który narodził się we Francji. Układ przestrzenny prezbiterium wraz z ambitem i wieńcem kaplic, proporcje oraz diafaniczność (przezroczystość konstrukcji) zostały tu konsekwentnie zastosowane, przez co wschodnia część katedry jest osiągnięciem myśli teologiczno-artystycznej znanej od czasów rządów opata Sugera, który patronował rozbudowie opackiego kościoła Saint-Denis koło Paryża. Formy architektoniczne katedry kolońskiej nawiązują do głównych osiągnięć XII i XIII-wiecznego gotyku francuskiego m.in. Sainte-Chapelle oraz katedr w Reims i Amiens. Co więcej, budowniczym udało się w katedrze kolońskiej na swój sposób podsumować osiągnięcia architektury na terenie monarchii Kapetyngów. Od strony ideowej, według francuskich wzorców prezbiterium ma przypominać swoim bogactwem i wielością motywów architektonicznych dzieła złotnicze. Mieszczące się w starszym późnoromańskim relikwiarzu szczątki Trzech Króli umieszczono w swego rodzaju wielkim architektonicznym relikwiarzu. Dwuwieżowa fasada znana z XIV-wiecznych rysunków odbiega od klasycznych form, ku rozwiązaniom indywidualnym, powszechnym na terenie Rzeszy.

### Układ przestrzenny
Katedra w Kolonii w obecnym kształcie ma plan krzyża łacińskiego. Jest orientowaną pięcionawową bazyliką, z trójnawowym transeptem i prezbiterium z ambitem i wieńcem kaplic. Od zachodu dwie wieże na planie kwadratu.
Układ świątyni, gdzie obejście ma kontynuację w bocznych nawach transeptu, a następnie w korpusie nawowym nawiązuje do układu przestrzennego średniowiecznego kościoła pielgrzymkowego. Wszakże relikwie Trzech Króli miały być planowo usytuowane na skrzyżowaniu naw, po wzniesieniu prezbiterium usytuowano je we kaplicy Trzech Króli – usytuowanej w „kluczu” kościoła, na wschodzie, wprost za ołtarzem głównym. W skrajnych, zachodnich kaplicach bocznych ambitu znalazły się dwa inne ważne dzieła o charakterze kultowym – krucyfiks Gerona (po stronie północnej) oraz Madonna Mediolańska (po stronie południowej). W rezultacie wszystkie te ułożone hieratycznie dzieła tworzą trójkąt skierowany na wschód, stąd ambit z wieńcem kaplic był ostatnim odcinkiem pielgrzymkowego szlaku, którego punkt kulminacyjny został usytuowany ściśle we wschodniej części. Prezbiterium, które od reszty świątyni odgradzała przegroda chórowa było zastrzeżone dla duchowieństwa.
Plan katedry charakteryzuje się klarownością i niemal w pełni uporządkowanymi proporcjami. Zestawione ze sobą poszczególne przęsła tworzą harmonię opartą na kwadratach wielkości przęsła które tworzy skrzyżowanie naw. Czytelna jest tu także ideowa hierarchia, to na skrzyżowaniu naw miał być planowo usytuowany relikwiarz Trzech Króli. Każdemu kwadratowi wielkości powyższego przęsła odpowiadają po dwa prostokątne przęsła w nawie głównej środkowej części transeptu i prezbiterium oraz po cztery w pozostałych nawach. W konsekwencji szerokość par naw bocznych oraz nawy głównej jest taka sama. W przypadku nawy poprzecznej dokonano redukcji o jedną z naw z każdej strony, przy czym nie naruszyło to proporcji całej świątyni. Część wschodnia – zamknięcie prezbiterium z ambitem i wieńcem kaplic tworzy z resztą katedry jednolitą całość. Część zachodnia, z wieżami choć ma podobne proporcje do reszty, jest wyraźnie wydzielona.

### Prezbiterium
Najstarszą częścią katedry jest część wschodnia, którą tworzą czteroprzęsłowe prezbiterium, zamknięte poligonalnie (7/12 boków) z obejściem i wieńcem kaplic, z których siedem wschodnich mają wieloboczny, centralizujący plan, pozostałe mają plan prostokątny, przy czym skrajne kaplice ambitu – Św. Krzyża i NMP są większe od pozostałych. Transept liczy dziewięć przęseł z kwadratowym skrzyżowaniem naw pośrodku, zaś korpus nawowy ma sześć przęseł, przy czym nawa główna wraz z chórem muzycznym liczy osiem przęseł. Dwóm zachodnim przęsłom nawy głównej odpowiadają po cztery przęsła znajdujące się w przyziemiu wież.
Kaplice w ambicie, od strony północnej:
- kaplica Świętego Krzyża
- kaplica Świętego Engelberta
- kaplica Świętego Maternusa
- kaplica Świętego Jana Chrzciciela
- kaplica Trzech Króli
- kaplica Świętej Agnieszki
- kaplica Świętego Michała
- kaplica Świętego Szczepana
- kaplica Najświętszej Marii Panny

Wnętrze katedry jest w całości nakryte sklepieniem krzyżowo-żebrowym wspartym na bogato profilowanych służkach przylegających do murów lateralnych. W przypadku arkad międzynawowych w dolnych partiach służki przylegają do filarów wiązkowych. Służki u nasady sklepień są ozdobione kapitelami o różnorodnych formach dekoracji. Konsekwentnie powtórzono dwie wysokości wnętrza – jednolita wysokość ma nawa główna, prezbiterium i najwyższa nawa transeptu oraz pary naw bocznych korpusu nawowego, obejście z kaplicami i nawy boczne transeptu.
Ściany prezbiterium i nawy głównej zostały podzielone na trzy strefy, najniższą, którą tworzą arkady międzynawowe, środkową z ciągiem ażurowych czterodzielnych triforiów oraz wyższą z wielkimi czterodzielnymi oknami o bogatej dekoracji maswerkowej. Wysokość najniższej i najwyższej strefy jest taka sama, co jest zgodne z proporcjami najważniejszych katedr francuskich (katedry w Chartres, Reims, Beauvais). Ostatni z tych przykładów ma charakterystyczną formę triforiów, do których podobne są triforia kolońskiej katedry. Układ służek i kapiteli które zdobią nasadę kapiteli cechuje lekkość, co jest przykładem indywidualnej redakcji form przejętych z Île-de-France.

### Elewacje zewnętrzne
Formy francuskiego gotyku klasycznego zastosowano na zewnątrz katedry, przede wszystkim w konstrukcji. Ściany nawy głównej, środkowej nawy transeptu oraz prezbiterium niemal w całości są przeprute oknami. Każde przęsło oddzielone jest skomplikowanym, lecz uporządkowanym systemem łuków oporowych o wysublimowanej artykulacji i licznych elementów wertykalizujących świątynię, głównie fiale o wyszukanej formie. Okna obramione są wimpergami ze ślepymi maswerkami z motywami liściastych masek. Koronę murów wieńczą maswerkowe balustrady z fialami.

#### Elewacja zachodnia
Część zachodnia katedry, wraz z dwoma wieżami jest w większości efektem XIX-wiecznych prac budowlanych, przy czym jej forma jest całkowicie podporządkowana XIV-wiecznym projektom, przede wszystkim planowi F. Wysokie, 157-metrowe wieże czynią katedrę symbolem i dumą miasta, od 1880 do 1981 (wzniesienie wieży telewizyjnej zw. Coloniusem) były najwyższymi w mieście. Po wieży katedry w Ulm i kopule kościoła w bazyliki Matki Bożej Królowej Pokoju w Jamusukro, Wybrzeże Kości Słoniowej są najwyższymi na świecie wieżami budowli o charakterze sakralnym.
Najstarszą częścią fasady jest dolna partia wieży południowej (dwie kondygnacje) wraz z portalem zwanym Bramą św. Piotra prowadzącym pośrednio do nawy południowej. Dwie dolne kondygnacje są podzielone na pięć osi, po dwie w wieżach oraz osi środkowej mieszczącej na dole główne wejście z XIX-wiecznym portalem i wielkim oknem z bogatą dekoracją maswerkową. Oś środkową fasady wieńczy trójkątny szczyt z laskowaniami.

#### Wieże
Wieże mają w przyziemiu plan kwadratowy ich długość i szerokość w przybliżeniu odpowiadają dwóm przęsłom naw bocznych. Dwie górne kondygnacje przechodzą w plan ośmioboku. W narożach, ponad druga kondygnacją wznoszą się strzeliste wieżyczki sięgające koronę murów czwartej kondygnacji wież. Obie wieże wieńczą ażurowe, strzeliste, ostrosłupowe hełmy z bogatą dekoracją maswerkową podzieloną na dziewięć stref. Hełmy wieńczą krzyże o podwójnych ramionach – symbole godności arcybiskupiej.

#### Dzwony
W trzeciej kondygnacji wieży południowej oraz w wieżyczce na sygnaturkę wisi zespół dwunastu dzwonów, który w opinii kampanologii należy do największego w Niemczech. Pięć z nich pochodzi z czasów budowy gotyckiej katedry, przede wszystkim Dzwon Trzech Króli (przelany w 1880), Pretiosa i Speciosa. Najstarsze dzwony to niewielkie dzwony wtórnie zawieszone na sygnaturce – Angelus i Wandlungsglocke które datowane są na początek XIV wieku. Dzwon Angelusglocke wybijał na Anioł Pański natomiast Wandlungsglocke bił podczas eucharystycznego aktu przeistoczenia Chleba i Wina. Największy dzwonem jest Dzwon Świętego Piotra, potocznie nazywany Grubym Piotrkiem (niem. Dicke Pitter), który jest obecnie jednym z największych bijących dzwonów na świecie. Dzwoni w święto Trzech Króli, Święto Apostołów Piotra i Pawła, święta maryjne i w najważniejsze uroczystości kościelne. Do 1918 istniał tzw. Dzwon Cesarski (niem. Kaiserglocke) odlany przez ludwisarza Andreasa Hamma na pamiątkę zwycięskiej wojny francusko-pruskiej w 1871. Miał dźwięk cis0, ważył 27000 kg, w tym serce ok. 1000 kg. Pod koniec I wojny światowej dzwon został zarekwirowany przez wojsko i przetopiony na artylerię. Do dziś zachowało się jego serce, które usytuowano na zewnątrz katedry przy narożu nawy południowej i zachodniej nawy transeptu. W marcu 2023 do trzech dzwonów znajdujących się w wieżyczce na sygnaturce dowieszono 70 kg dzwon Klaraglocke.
| Lp. | Nazwa                                          | Data odlania | Ludwisarz, miejsce odlewu                      | Wysokość (m) | Średnica (mm) | Masa (kg) | Dźwięk (16tel) | Fotografia |
| 1   | St. Petersglocke (Dicke Pitter, Gruby Piotrek) | 1923         | K. Richard Heinrich Ulrich, Apolda             | 4,5          | 3220          | 24 000    | c0 –5          |            |
| 2   | Pretiosa                                       | 1448         | Heinrich Brodermann & Christian Cloit, Kolonia | 2,45         | 2400          | 10 500    | g0 +1          |            |
| 3   | Speciosa (Marienglocke)                        | 1449         | Johannes (Hoer[n]ken) de Vechel, Kolonia       | 2,03         | 2030          | 5600      | a0 –2          |            |
| 4   | Dreikönigenglocke                              | 1880         | Carl Louis Hermann Große, Drezno               | 1,42         | 1740          | 3800      | h0 +5          |            |
| 5   | Ursulaglocke                                   | 1862         | Joseph Beduwe, Akwizgran                       | 1,41         | 1600          | 3680      | c¹ +5          |            |
| 6   | Josephsglocke                                  | 1998         | Hans A. Mark & Cornelia Mark-Maas              | ?            | 1468          | 2200      | d¹ +2          |            |
| 7   | Kapitelsglocke (Karlsglocke)                   | 1911         | Karl (I) Otto, Brema                           | 1,07         | 1287          | 1400      | e¹ ±0          |            |
| 8   | Aveglocke                                      | 1911         | Karl (I) Otto, Brema                           | 0,90         | 1080          | 830       | g¹ ±0          |            |
| 9   | Angelusglocke (dawn. Aveglocke)                | pocz. XIV w. | nieznany                                       | ?            | 1047          | 763       | as¹ +2         |            |
| 10  | Mettglocke (dawn. Dzwon kapituły)              | 1719         | Antonius Cobelenz, Kolonia                     | 0,63         | 788           | 280       | h¹ +7          |            |
| 11  | Wandlungsglocke (dawn. Dzwon zegarowy)         | pocz. XIV w. | nieznany                                       | 0,65         | 806           | 428       | e² –2          |            |
| 12  | Klaraglocke (dawn. Brandglocke)                | 1621         | ?                                              | ?            | 480           | 70        | g²             |            |

## Wymiary
| Długość zewnętrzna                  | 144,58 m   |
| Szerokość zewnętrzna                | 86,25 m    |
| Szerokość fasady zachodniej         | 61,54 m    |
| Długość korpusu nawowego (wewnątrz) | 45,19 m    |
| Wysokość nawy głównej (wewnątrz)    | 43,35 m    |
| Wysokość naw bocznych (wewnątrz)    | 19,80 m    |
| Wysokość wieży południowej          | 157,31 m   |
| Wysokość wieży północnej            | 157,38 m   |
| Wysokość sygnaturki                 | 109,00 m   |
| Szerokość fasad transeptu           | 69,95 m    |
| Wysokość dachu                      | 61,10 m    |
| Powierzchnia                        | 7914 m²    |
| Powierzchnia okien                  | 10 000 m²  |
| Powierzchnia dachów                 | 12 000 m²  |
| Kubatura                            | 407 000 m³ |

## Wnętrze i wystrój katedry
Wnętrze katedry kolońskiej zachowało liczne dzieła sztuki, przede wszystkim średniowiecznej. Większość dzieł nowożytnych została usunięta w ramach całkowitej regotycyzacji katedry, niektóre m.in. ołtarze św. Klary i Świętych Patronów Kolonii są dziełami umieszczonymi w katedrze wtórnie, pochodzą głównie z nieistniejących już świątyń w Kolonii. Także XIX-wieczna faza budowlana zostawiła wewnątrz liczne dzieła plastyczne (gł. rzeźby i witraże) których charakter i forma są w większości dopasowane do gotyckiej architektury i dawnego wystroju.

### Prezbiterium
Prezbiterium wraz z ambitem i wieńcem kaplic stanowi rdzeń katedry, od strony architektonicznej, ideowej, a także pod kątem wystroju wnętrza. W części chórowej zachowało się niemalże kompletne wyposażenie, przy czym główne dzieło – relikwiarz Trzech Króli został wtórnie umieszczony za mensą ołtarza głównego.
Podłogę prezbiterium stanowi mozaika podłogowa projektu Augusta Essenweina, ułożona w latach 1885–1892, z której pierwsze pole przedstawia arcybiskupa Hildebolda.

#### Ołtarz główny
We wschodniej części prezbiterium znajduje się ołtarz główny, który w obecnej formie tworzy datowana na rok 1322 rokiem kamienna mensa ozdobiona wykonaną z marmurów bogatą dekoracją figuralną. Za nią na wysokim postumencie, w nowoczesnej, specjalnie wykonanej z szyb pancernych gablocie mieści się najważniejsze i najbardziej znaczące dzieło sztuki, ideowa podstawa całej katedry, arcybiskupstwa kolońskiego, a także całej dawnej Rzeszy – Relikwiarz Trzech Króli.

##### Gotycki stół ołtarzowy
Poświęcony dnia 27 września 1322 i dedykowany świętemu Piotrowi ołtarz główny zachował gotycką mensę – swego rodzaju stół ołtarzowy, którego płyta wierzchnia wykonana jest z czarnego marmuru. Podstawę jej tworzą cztery ściany pokryte rzeźbioną z białego marmuru dekoracją figuralno-architektoniczną. Tworzą ją ostrołukowe arkady zwieńczone stylizowanymi wimpergami o bogatej dekoracji. Część oryginalnych rzeźb nie zachowała się do dziś, kilka z nich znajduje się w kolońskim Muzeum Alexandra Schnütgena. Na osi środkowej wyeksponowano reliefowe przedstawienie Koronacji Marii przez Zbawiciela. Po bokach znajdują się pełnoplastyczne figurki Dwunastu Apostołów. Najbliżej głównej sceny znajdują się przedstawienia świętych Piotra i Pawła. W podobny sposób zakomponowano pozostałe boki stołu. Na osiach krótszych boków zostały przedstawione sceny Ofiarowania Chrystusa w świątyni i Zwiastowanie NMP zaś od strony wschodniej scena Pokłonu Trzech Króli.

##### Relikwiarz Trzech Króli
Najcenniejszym obiektem katedry jest znajdujący się w przestrzeni ołtarza głównego relikwiarz Trzech Króli – dzieło średniowiecznej sztuki złotniczej w Europie. Wykonany został pomiędzy 1181 a ok. 1230. Relikwiarz jest w typie domkowym, składa się z trzech sarkofagów które tworzą swego rodzaju trójnawową bazylikę: dwa sarkofagi stojące obok siebie tworzą podstawę dla trzeciego sarkofagu. Wykonany jest z drewna, całkowicie pokrytego złotą i srebrną okładziną i wyszukanymi dekoracjami z metali szlachetnych oraz ponad tysiąca kamieni szlachetnych, gemm i kamei. Na ścianach relikwiarza przedstawiono biblijną historię świata oraz postaci proroków i apostołów. Wewnątrz mieszczą się relikwie Trzech Króli, a ponadto świętych Nabora i Feliksa i Grzegorza ze Spoleto. Cenny przykład sztuki ok. 1200 – nurtu klasycznego w sztuce wczesnogotyckiej. Autorem tego dzieła jest Mikołaj z Verdun i jego warsztat.
W 1322 roku umieszczony był w kaplicy Trzech Króli, z okazji poświęcenia prezbiterium, gdzie został najpewniej udostępniony ogółowi wiernych.

#### Stalle
Po obu stronach, wzdłuż prezbiterium znajdują się po trzy ciągi, dwurzędowych, gotyckich stalli liczących razem 104 siedziska, cenne dzieło wczesnogotyckiej snycerki. Według badań dendrochronologicznych obejmujących podstawy stalli czas powstania tego monumentalnego dzieła datuje się na lata pomiędzy 1308 a 1311 rokiem. Funkcja tego dzieła nie ograniczała do użytku przez reprezentantów kolońskiego duchowieństwa i kapituły katedralnej. Dwa wydzielone siedziska były zastrzeżone dla papieża i cesarza. Wykonane in situ dzieło poświadcza znajomość lotaryńskiej i paryskiej plastyki doby gotyku. Bogata pełnoplastyczna dekoracja ornamentalna i figuralna obejmuje przede wszystkim przegrody pomiędzy siedziskami i poszczególnymi ciągami stalli. Ponadto na ściankach znajdują się liczne konsole i płaskorzeźby tworzące sceny ze Starego Testamentu (m.in. Daniel w lwiej jamie, Samson zwyciężający lwa) ponadto wątki moralizujące (cnoty i przywary) ukryte w przedstawieniach zoomorficznych i rodzajowych. Wątki muzyczne ilustrują liczne muzykujące anioły. Ponadto figurki tancerek, które w średniowieczu były przedmiotem licznych interpretacji m.in. jako źródło niebezpieczeństw grożących ludzkiej duszy. Na stalli cesarskiej wyobrażenie Konstantyna Wielkiego, na papieskiej Sylwestra I.

#### Malowidła przegrody chórowej
Stalle przylegają do przegrody chórowej która od strony prezbiterium ozdobiona jest wielkim cyklem malowideł zawierające wielki cykl poświęcony Marii, patronom Kolonii, oraz wątków papieskich i cesarskich, dwóch największych potęg chrześcijańskiej Europy. Poszczególne sceny są wpisane w malowaną dekorację architektoniczną, dzielącą całość na trzy strefy. W dolnej strefie w arkadowych obramieniach znajdują się całopostaciowe przedstawienia tworzące poczet cesarzy rzymskich (po stronie północnej) oraz poczet biskupów i arcybiskupów Kolonii, który kończy przedstawienie Walrama z Jülich (1332–1349). W środkowej strefie znajduje się główne cykle, po północnej stronie Życie Świętego Piotra, Legenda świętego Sylwestra, od strony południowej wątki z życia Marii i Trzech Króli oraz świętych Feliksa i Nabora oraz Grzegorza ze Spoleto. Najwyższa strefę tworzą raportowo zakomponowane motywy architektoniczne – ostrołukowej arkady, wimpergi, fiale i wieżyczki. Gama kolorystyczna malowideł oscyluje wokół brązów, błękitów, złocieni i czerwieni. Od strony stylistycznej i warsztatowej, malowidła mają charakter heterogeniczny, oprócz wpływów miejscowej sztuki, gdzie rozwinęła się tzw. szkoła kolońska, poświadczają znajomość malarstwa książkowego Francji i Anglii, ponadto dostrzegalne są wpływy malarstwa włoskiego i zwiastunów czeskiej sztuki dworskiej doby Luksemburgów.

#### Zespół gotyckich figur
Od strony prezbiterium do filarów międzynawowych przylegają ponad naturalnej wielkości, kamienne figury Dwunastu Apostołów. Umiejscowienie apostołów przy filarach determinuje filary jako symbol podstawy Kościoła katolickiego i posługi apostolskiej chrześcijańskiego duchowieństwa. W dobie gotyku, ten cykl został po raz pierwszy zastosowany w 1248 w paryskiej Sainte-Chapelle, kolońska realizacja datowana jest na wczesne lata drugiej połowy XIII stulecia. Figury te charakteryzuje kontrast pomiędzy naturalizmem a gotycka stylizacją. O ile twarze, proporcje i kontrapostowe upozowanie mieszczą się w kategoriach realizmu, tak fryzury i dekoracja bogatych kostiumów są stylizowane. Każdy z apostołów odziany jest w pełne splendoru reprezentacyjne stroje, mocno sfałdowane szaty. W rękach trzyma księgę i charakterystyczny dla każdego z nich atrybut. Podstawę figur stanowią konsole o bogatej dekoracji roślinnej, zaś zwieńczenie baldachimy w formie wielobocznych wieżyczek na których został przedstawiony koncert anielski. Wyrzeźbione instrumentarium tworzą m.in. dzwonki, skrzypce, dudy, lutnia, trąby, tamburyn, ponadto jeden anioł śpiewa. Przy dwóch wschodnich filarach znajdują się tworzące wspólną całość cyklu figury Jezusa i Marii.

### Wystrój kaplic
Do obejścia katedry przylegają kaplice o poligonalnym lub czworobocznym planie, każda z nich pełni rolę kultową, w kaplicach znajdują się miejsca spoczynku arcybiskupów kolońskich. Podobnie jak prezbiterium zachowały bogaty wystrój wnętrz w tym liczne dzieła sztuki średniowiecznej.

#### Malowidła ścienne
Ściany kaplic niegdyś w całości były polichromowane, wraz z witrażami tworzyły integralną całość. Do dziś się zachowały datowane na XIV i XV wiek fragmenty, w tym największy zespół malowideł w kaplicy św. Agnieszki przedstawiający wątki z Legendy Krzyża Świętego oraz życia świętej Irmgardy z Zutphen, księżniczki Geldern, fundatorki licznych szpitali i domów dla ubogich. W kaplicy św. Jana zachowała się Grupa Ukrzyżowania ze świętymi Janem Chrzcicielem i Wawrzyńcem. W kaplicy św. Szczepana malowidła ze scenami z życia świętego Gerona oraz Ukamienowanie św. Szczepana.

#### Krucyfiks Gerona
Po stronie północnej katedry, przy wejściu do ambitu obiegającego apsydę, w kaplicy św. Krzyża, obok wejścia do zakrystii, znajduje się pochodzący z X wieku krucyfiks Gerona, jedno z kluczowych dzieł rzeźby wczesnoromańskiej zaliczany jest w poczet sztuki ottońskiej. Jest najstarszym zachowanym monumentalnym krucyfiksem zachodniorzymskim. Ten monumentalny krucyfiks ma wysokość 2,88 m (naturalnej wielkości figura Chrystusa 1,76 m.), wykonany jest z drewna dębowego. Swoją nazwę zawdzięcza fundatorowi arcybiskupowi Geronowi (lata pontyfikatu 969–976). W 1683 roku Heinrich von Mering ufundował do niego ołtarz.

#### Ołtarz Trzech Króli
Po stronie południowej, w kaplicy Maryjnej (niem. Marienkapelle) znajduje się dzieło XV-wiecznej sztuki kolońskiej – Ołtarz Trzech Króli (znany także jako Ołtarz Świętych Patronów Kolonii niem. Altar der Kölner Stadtpatrone lub niem. Kölner Dombild). Zgodnie z nazwą ołtarz ten dedykowany jest głównym patronom miasta, które w czasie powstania dzieła było Wolnym Miastem Rzeszy i głównym ośrodkiem Hanzy. Zleceniodawcą dzieła była kolońska Rada Miejska. Do XIX wieku ołtarz mieścił się w kaplicy ratusza kolońskiego. Jest to tryptyk, który jest chef d’oeuvre malarza późnego gotyku, Stephana Lochnera, jednego z głównych przedstawicieli tzw. szkoły kolońskiej. Główną część ołtarza przedstawia scenę Pokłonu Trzech Króli z usytuowaną centralnie Madonną z Dzieciątkiem, skrzydła boczne tryptyku przedstawiają m.in. św. Urszulę w otoczeniu dziewic oraz św. Gereona. Na rewersach Zwiastowanie Pannie Maryi.

#### Madonna Mediolańska
Obok ołtarza Trzech Króli stoi Madonna Mediolańska, wczesnogotycka, monumentalna rzeźba z przełomu XIII i XIV w. wykonana na miejscu dawnej figury którą z Mediolanu, wraz z relikwiami Trzech Króli sprowadził do katedry Fryderyk Barbarossa. W 1248 uległa zniszczeniu podczas pożaru. Rzeźba ta miała charakter kultowy, mieściła się w pod gotyckim baldachimem wspartym na czterech kolumnach (do dziś zachował się fragment zwieńczenia jednej z czterech arkad). Należy do jednych z pierwszych gotyckich przedstawień Madonny z Dzieciątkiem.

#### Plan F
W kaplicy św. Jana na ścianie wisi tzw. Plan F – wysoki na 4,05 m. szkic przedstawiający fasadę zachodnią katedry kolońskiej. Jest to największy z zachowanych do dziś siedmiu szkiców ukazujących projekty katedry, pozostałe (znajdujące się w katedralnym archiwum) przedstawiają m.in. plan przestrzenny wieży południowej oraz detale architektoniczne. Plan F składa się z 20 kartonów, datowany jest na schyłek XIII stulecia. Odnaleziony został w dwóch częściach w 1814 w Darmstadt (projekt północnej wieży) oraz w 1816 w Paryżu (pozostała część), a następnie złożony w całość. Odnalezienie tegoż cennego rysunku dało asumpt do ukończenia w XIX w. zachodniej elewacji świątyni.

#### Pozostałe ołtarze i obrazy
W kaplicy św. Maternusa usytuowany jest wykonany przez nieznanego artystę późnogotycki tryptyk z ok. 1500 roku z rzeźbioną Grupą Ukrzyżowania (Chrystus, Maria i Jan Ewangelista) w korpusie i malowanymi wizerunkami świętych Jana Chrzciciela i Wawrzyńca oraz Jakuba Starszego i Szczepana. Na rewersach namalowane techniką en grisaille postaci świętych Wita i Walentego. W kaplicy św. Michała znajduje się Ołtarz Ukrzyżowania z tryptykiem z malowidłami pędzla Bartholomäusa Bruyna Starszego jednego z przedstawicieli późnej generacji tzw. szkoły kolońskiej. Centralną część otwartego tryptyku zajmuje Grupa Ukrzyżowania, gdzie Chrystusowi asystują Maria, Jan Ewangelista oraz Maria Magdalena. Na bocznych skrzydłach święci Piotr i Andrzej poniżej klęczący fundatorzy retebulum. Na rewersach skrzydeł Zwiastowanie oraz święci Roch i Mikołaj. Tryptyk datowany jest na rok 1548, pierwotnie należał do wystroju kościoła NMP (St. Maria ad Gradus) sąsiadującego niegdyś z katedrą, zburzonego w XIX w.
W kaplicy św. Engelberta i w południowym ramieniu transeptu znajdują się wykonane w Antwerpii dwa drewniane poliptyki z ok. 1520 roku. Pierwszy z nich dedykowany jest świętemu Jerzemu, którego żywot został zilustrowany na rzeźbionych kwaterach części środkowej i malowanych kwaterach skrzydeł bocznych. Drugi poświęcony jest świętemu Agilolfowi, biskupowi kolońskiemu z VIII w. Pierwotnie retabulum ołtarza głównego kolońskiego kościoła NMP, po wyburzeniu przeniesiony w 1817 r. do katedry. Jest to pentaptyk złożony z korpusu z predellą i dwóch par ruchomych skrzydeł. W zamykanej predelli znajduje się repozytorium na relikwie św. Agilolfa. Podobnie jak wiele innych retabulów antwerpskich, kwatery korpusu mają rzeźbione przedstawienia, zaś predella i kwatery skrzydeł są malowane. W dolnej strefie korpusu Zwiastowanie, powyżej Kalwaria podzielona na trzy epizody: Podniesienie krzyża, Ukrzyżowanie i Zdjęcie z krzyża. Malowane kwatery zawierały m.in. Żywot świętych biskupów kolońskich, Anna I i Agilolfa. W obecnym stanie ołtarz jest zdekompletowany, znaczna część malowideł przekazana została muzeom i prywatnym kolekcjom.
Spośród wielu obrazów zdobiących kaplice katedry wyróżnia się pochodzący z opactwa w Charleville (Francja) obraz Pokłon Trzech Króli umieszczony w 1959 r. w kaplicy św. Maternusa. Fundatorami obrazu byli Philipp de Nevers, jego małżonka Maria de Roye oraz ich córka Françoise, którzy zostali namalowani na tym przedstawieniu, którego głównym wątkiem są Trzej Mędrcy ze Wschodu składający hołd Świętej Rodzinie. Scenerię tworzy rozległy pejzaż z architekturą charakteryzujący się głęboką przestrzenią. Całość charakteryzuje się realizmem typowym dla późnego średniowiecza, jak i włoskiego renesansu. Autorem obrazu, jest nieznany artysta zaznajomiony ze wczesną twórczością flamandzkiego malarza Jana Gossaerta.

### Wystrój transeptu i korpusu nawowego

#### Ołtarz Klarysek
Przy narożniku północnej nawy i ramienia transeptu usytuowane jest gotyckie retabulum ołtarza formie poliptyku, wykonane w dwóch etapach, w 1350/60, a następnie ok. 1400 dla kolońskiego kościoła Klarysek, który wraz z klasztorem został zburzony w XIX wieku – przeniesiony do katedry w 1811. Jest najstarszym zachowanym ołtarzem sakramentalnym z wbudowanym na stałe tabernakulum. Najcenniejsze elementy wystroju usytuowano wtórnie w różnych kościołach miasta, natomiast poliptyk przeniesiono do katedry, który usytuowano za stołem ołtarza głównego. Konserwacja dzieła w 1907–1919, podczas której został domalowany wielki obraz na odwrocie szafy retabulum, odsłoniła co prawda część malowideł z XIV wieku, jednak kosztem malowideł z XV stulecia, przede wszystkim na zewnętrznych skrzydłach. Po ostatniej wojnie retabulum umieszczono w pobliżu północnego ramienia transeptu katedry.
Retabulum Ołtarza Klarysek składa się ze środkowego korpusu mieszczącego pośrodku tabernakulum oraz dwóch par skrzydeł ruchomych z podzielonymi na dwie strefy ostrołukowymi arkadami mieszczącymi malowane kwatery i rzeźby. Zamknięty ołtarz przedstawia w podzielonych na dwie strefy malowanych arkadach postaci świętych reprezentujących męczenników, dziewice oraz zakonników i zakonnice (m.in. święci Franciszek Ludwik, Antoni i Klara). Pierwsze otwarcie zawiera namalowany ok. 1400 cykl malowanych scen z życia Chrystusa i Marii, natomiast drugie zawiera w arkadowych niszach w górnej strefie pełnoplastyczne figury Dwunastu Apostołów w dolnej popiersia relikwiarzowe. Tabernakulum zdobią drzwi z przedstawieniem świętego Marcina w rzadkim typie ikonograficznym ukazującego świętego w pełni splendoru stroju biskupiego dokonujący akt przeistoczenia. Powyżej w arkadowej aediculi figura Madonny z Dzieciątkiem.

#### Figura Pięknej Madonny
Przy jednym z filarów południowego ramienia transeptu stoi monumentalna piaskowcowa figura Marii z Dzieciątkiem w typie Pięknej Madonny, gotycka z ok. 1420 roku. Od strony stylistycznej reprezentuje gotyk międzynarodowy, co poświadcza wysublimowane upozowanie, delikatne gesty Marii i Jezusa, płynny układ draperii o miękkim modelunku światłocieniowym. Fragmentarycznie zachowała się pierwotna polichromia. Podstawę figury tworzy konsola z popiersiem anioła.

#### Obraz Matki Boskiej Łaskawej
Sporządzony w 1667 roku dla kaplicy mariackiej obraz Matki Boskiej Łaskawej (Matka Boska z klejnotami), wystawiony na ścianie przedniej mauzoleum Trzech Króli, na prawo od wejścia do skarbca.

#### Inne dzieła
Przy filarze południowo-wschodniego naroża skrzyżowania naw drewniana renesansowa ambona, najstarsze zachowane dzieło tego typu w Kolonii. Charakteryzuje się architektoniczną formą przypominającą nakryty baldachimem balkon o powściągliwej dekoracji architektoniczno-rzeźbiarskiej. Wyróżniają się płaskorzeźbione przedstawienia świętych Piotra i Pawła.

### Nagrobki i epitafia

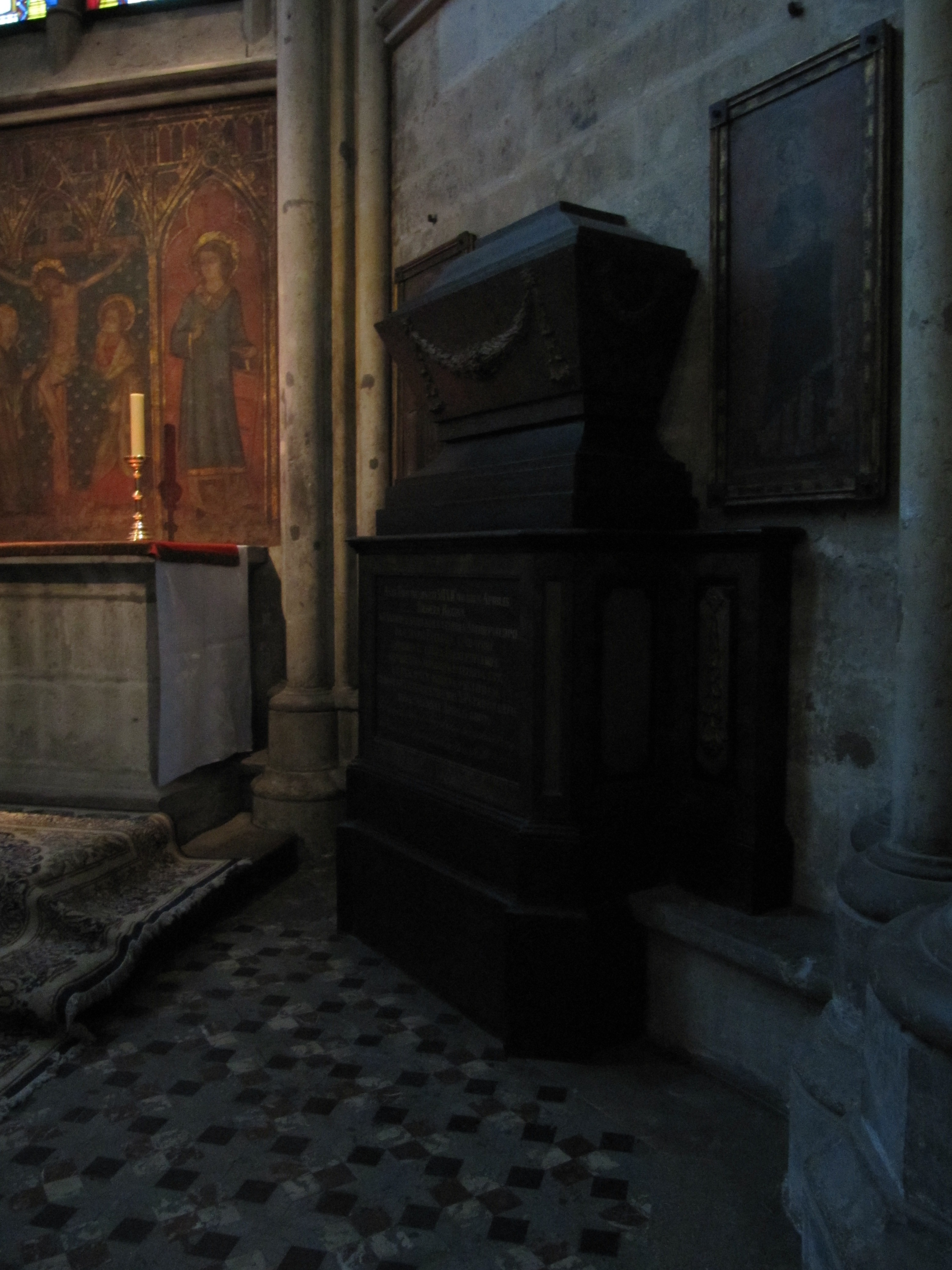
Grobowiec królowej Polski Rychezy Lotaryńskiej

Kolońska katedra od swoich początków dziejów jest miejscem pochówku biskupów i arcybiskupów nadreńskiego miasta. W kaplicach ambitu znajdują się najstarsze tego typu dzieła, w większości są to nagrobki tumbowe z płaskorzeźbionymi wizerunkami hierarchów na płycie wierzchniej. Do najstarszych należą gotyckie tumbowe nagrobki arcybiskupów; św. Irmgarda (†1280) z bogatą dekoracją ścian tumby ostrołukowymi arkadami z wimpergami; fundatora katedry Konrada von Hochstaden (†1261) z brązową płytą wierzchnią z pełnym realizmu wizerunkiem hierarchy (w kaplicy św. Jana Chrzciciela; z 1265 roku); Rainalda z Dassel (†ok. 1290); Walrama z Jülich (w kaplicy św. Michała) i Wilhelma z Gennep, oba sprzed 1362 r.; Engelberta z Mark z 1364–68 r; Gerona (z 1270 roku, w kaplicy św. Stefana). Jedyną osobą świecką która spoczywa w gotyckim nagrobku tumbowym wewnątrz katedry kolońskiej jest Gotfryd IV z Arnsbergu (1318–1368). Nietypową formę mają nagrobki Filipa z Heinsbergu, z roku ok. 1300 z dekoracją zwieńczenia tumby z motywami architektury zamkowej (w kaplicy św. Maternusa), czy Dytryka z Moers (†1463) z grupą pełnoplastycznych rzeźb ukazujących arcybiskupa adorującego patronów katedry (naprzeciwko kaplicy Trzech Króli; wykonanie przypisywane Kondradowi Kuyn). W okresie nowożytnym upowszechnił się w katedrze zwyczaj upamiętniania hierarchy wznosząc monumentalne pomniki nagrobne wmurowane w ściany. Wyróżniają się m.in. pomniki nagrobne Arnoldusa Haldreniusa (†1534) z reliefem przedstawiającym Modlitwę w Ogrójcu; Adolfa von Schauenburg (†1561), autorstwa Corneliusa Florisa (w kaplicy św. Engelberta), renesansowy, z wizerunkiem hierarchy w pozie tzw. sansovinowskiej, z rzeźbionymi personifikacjami i reliefowym przedstawieniem Zmartwychwstania Pańskiego; Adama Daemena (†1717) późnobarokowy. Od XIX wieku miejscem pochówku arcybiskupów i biskupów kolońskich jest krypta, gdzie również znajdują się ścienne pomniki nagrobne w formie kamiennych płyt z płaskimi reliefami.
W kaplicy Jana Chrzciciela, po prawej stronie, znajduje się grobowiec królowej Polski, Rychezy Lotaryńskiej.
W kaplicy św. Agnieszki znajduje się grobowiec św. Irmengardy z Süchteln, wykonany około roku 1270.
Obok kaplicy Maryjnej znajduje się też grobowiec arcybiskupa Fryderyka z Saarwerden (†1414).
Ilość lat panowania obecnego arcybiskupa jest zaznacza za pomocą pozłacanych drążków wiszących ponad wejściem do skarbca świątyni, na lewo od obrazu Matki Boskiej Łaskawej.

### Witraże
Większość okien katedry zdobią liczne witraże, w większości zabytkowe. Na osi w kaplicy wschodniej ambitu znajduje się najstarszy witraż z 1260 r. znany jako Stare Okno Biblijne. Gotyckie witraże zdobią część okien prezbiterium i kaplic ambitu (z uzupełnieniami z XIX w.). XV-wieczne witraże zdobią okna nawy północnej. W pozostałych częściach witraże z XIX i XX w. Wielkie okno południowego ramienia transeptu zdobi witraż Gerharda Richtera z 2007 r.

#### Witraże z XIII–XV w.
Najstarsze trzynastowieczne witraże znajdują się w oknach znanych jako Stare i Nowe Okno Biblijne. Okna podzielone są na dwie części, umieszczone są w nich kwatery witrażowe z wybranymi epizodami Starego i Nowego Testamentu, gdzie równolegle narracja biegnie ku górze. W centralnej kaplicy ambitu na osi znajduje się tzw. „Stare Okno Biblijne” (niem. Alte Bibelfenster) które ma najstarsze w katedrze witraże (1260 r.). Cykl scen tegoż okna otwiera Stworzenie Adama i Ewy które zestawione jest z Narodzeniem Marii. Następne sceny to Zakochanie Izaaka w Rebece ze Zwiastowaniem, Objawienie Boga Mojżeszowi z Bożym Narodzeniem, Wizyta Makedy u Salomona z Pokłonem Trzech Króli, Noe na arce z Chrztem Chrystusa, Uczta Abrahama i Sary z Ostatnią Wieczerzą, Ofiara Abrahama z Ukrzyżowaniem, Wyplucie Jonasza przez wieloryba ze Zmartwychwstaniem, Wniebowzięcie Eliasza z Wniebowstąpieniem Pańskim. Pochodzące z dawnego kościoła Dominikanów pw. św. Krzyża (zniszczonego w 1804 r.) Nowe Okno Biblijne (Neue Bibelfenster) utrzymane jest w podobnej konwencji, przy czym zestawiono kilka innych scen: Uzdrowienie Naamana z Chrztem Pańskim, Spotkanie Abrahama z Melchizedekiem z Ostatnią Wieczerzą, Przywiązanie Achiora do drzewa z Biczowaniem, Przybicie miedzianego węża na krzyżu z Ukrzyżowaniem, Przyjęcie przez Mojżesza tablic przykazań z Zesłaniem Ducha Świętego.
W kaplicach ambitu znajduje się kilka zespołów witraży z XIV w. Zachował się zespół datowanych na ok. 1330 r. witraży z motywami architektonicznymi z wpisanymi w nie parzystymi wizerunkami świętych m.in. Okna Świętych Piotra i Maternusa, Feliksa i Nabora, Sylwestra i Jerzego, Seweryna i Anno, Gero i Maurycego. Podobną formę mają witraże ukazujące świętych adorujący Najświętszy Sakrament (św. Kunibert, Agnieszka) oraz witraże ze scenami Jakuba przesłuchiwanego przez Heroda, Pokłonu Trzech Króli, Koronacji Marii. Niektóre z nich są także ozdobione u dołu herbami fundatorów. W oknach prezbiterium zachowało się kilka witraży z 1300 r. z wizerunkami królów starotestamentowych.
Późnogotycki charakter mają witraże w oknach nawy północnej i północnego ramienia transeptu, ufundowane m.in. przez Philippa von Daun, kanonika katedralnego; hrabiego Filipa von Virneburg; Radę Miejską. Oprócz z witrażami przedstawiającymi cykle (pasyjny z 1508 r. oraz chrystologiczny datowany na 1525 i 1560 r., pochodzący z nieistniejących kościołów kolońskich) zachowały się witraże z pojedynczymi scenami, w tym przedstawiające:
- Laurenty i Maria
- legenda o świętym Piotrze i o korzeniu Jessego
- klęczący donator z Piotrem i Sebastianem
- pokłon pasterzy
- święci kolońscy: Georg (Jerzy), Mauritius (Maurycy), Gereon, Albinus (Albin)
- pokłon Trzech Króli, z 1508 r.
- święci: Piotr, Maria, Elżbieta, Krzysztof
- koronowanie Marii
- Maria Magdalena
- święty Jerzy

#### Witraże z XIX w.
Najwięcej zachowało się witraży wykonanych w XIX wieku. W nawie południowej znajduje się zespół witraży ufundowanych przez króla Bawarii Ludwika I. Są to datowane na rok 1846 witraże z Pokłonem Trzech Króli, Opłakiwaniem Chrystusa, Zesłaniem Ducha Świętego, oraz witraże z Ukamienowaniem św. Szczepana i Janem Chrzcicielem. Uzupełnieniem zespołu XIV wiecznych witraży w kaplicach ambitu są dzieła Ernsta Friedricha Zwirnera, kierownika ukończenia budowy katedry (św. Katarzyna i św. Heribert, św. Barbara i św. Ewergislis, św. Urszula i św. Klemens). W południowym ramieniu transeptu znajdują się usytuowane naprzeciwko okna z Żywotem św. Piotra i św. Pawła (zniszczony podczas wojny i zrekonstruowany), dzieła fundowane przez Społeczność Kolei Nadreńskich z 1870 r.
Wielkie okno północnego ramienia transeptu zdobi witraż z przedstawieniami proroków starotestamentowych, wykonany na pamiątkę wyboru Johannesa von Geissela na arcybiskupa Kolonii w 1850 r., dzieło Friedricha Baudri z 1856 r. zrekonstruowany z częściowych zniszczeń wojennych w 1965 i 1990 r. Wielkie okno zachodniej fasady zdobią witraże z 1877 wykonane przez Carla Juliusa Milde z Lubeki. W dolnej części znajdują się wybrane z Biblii przedstawienia dobrych (m.in. Miłosierny Samarytanin) i złych uczynków (m.in. Zabójstwo Abla), zestawionych oddzielnie po lewicy i prawicy. Kwintesencją treści i kompozycji cyklu witrażowego jest znajdujący się w górnej części Sąd Ostateczny.

#### Witraże współczesne
Zespół XX wiecznych witraży tworzy m.in. Witraż Dzieci Kolonii w północnym ramieniu transeptu, powstały dzięki składkom dzieci przeznaczonym na konserwację katedry ze zniszczeń wojennych ukazujący wybrane sceny biblijne z udziałem dzieci; witraż dedykowany papieżowi Piusowi XII, dzieło Wilhelma Geyera z 1956 r. Oba zespoły witraży charakteryzują się historyzującymi formami. Zgoła odmienny charakter ma wielkie okno południowego ramienia transeptu z 11,263 kwadratami, każdy o wymiarze 9.6 × 9.6 cm. Kwadraty zestawione są na bazie projektu wykonanego za pomocą specjalnego programu komputerowego, który losowo zestawił 72 kolory. Projektantem wykonanego w 2007 dzieła jest malarz Gerhard Richter.